# Novi pazar (Choumen)
Pour les articles homonymes, voir Novi Pazar.
Novi Pazar (bulgare : Нови пазар) est une ville du nord-est de la Bulgarie.

## Géographie physique
La ville de Novi Pazar est située dans le nord-est de la Bulgarie, à 377 km à l'est-nord-est de la capitale Sofia. Elle fait partie de la commune de Novi pazar ainsi que de l'oblast de Choumen.

## Population
| 1880 | 1887 | 1910 | 1934 | 1946  | 1956  | 1965   | 1975   | 1985   |
| ---- | ---- | ---- | ---- | ----- | ----- | ------ | ------ | ------ |
| -    | -    | -    | -    | 5 477 | 9 138 | 12 467 | 15 754 | 16 320 |

| 1992   | 2001   | 2005   | 2011   | 2021   | 2022   | - | - | - |
| ------ | ------ | ------ | ------ | ------ | ------ | - | - | - |
| 14 284 | 13 542 | 13 025 | 11 932 | 10 707 | 10 167 | - | - | - |

## Histoire
Novi Pazar a été libéré par l'armée russe le 6 juillet 1828, au cours de la Guerre russo-turque de 1828-1829 mais d'après le Traité d'Andrinople il est resté en Turquie jusqu'à 1878 (traité de San Stefano).

## Jumelages
- İnegöl (Turquie) depuis 2012